# Säumer

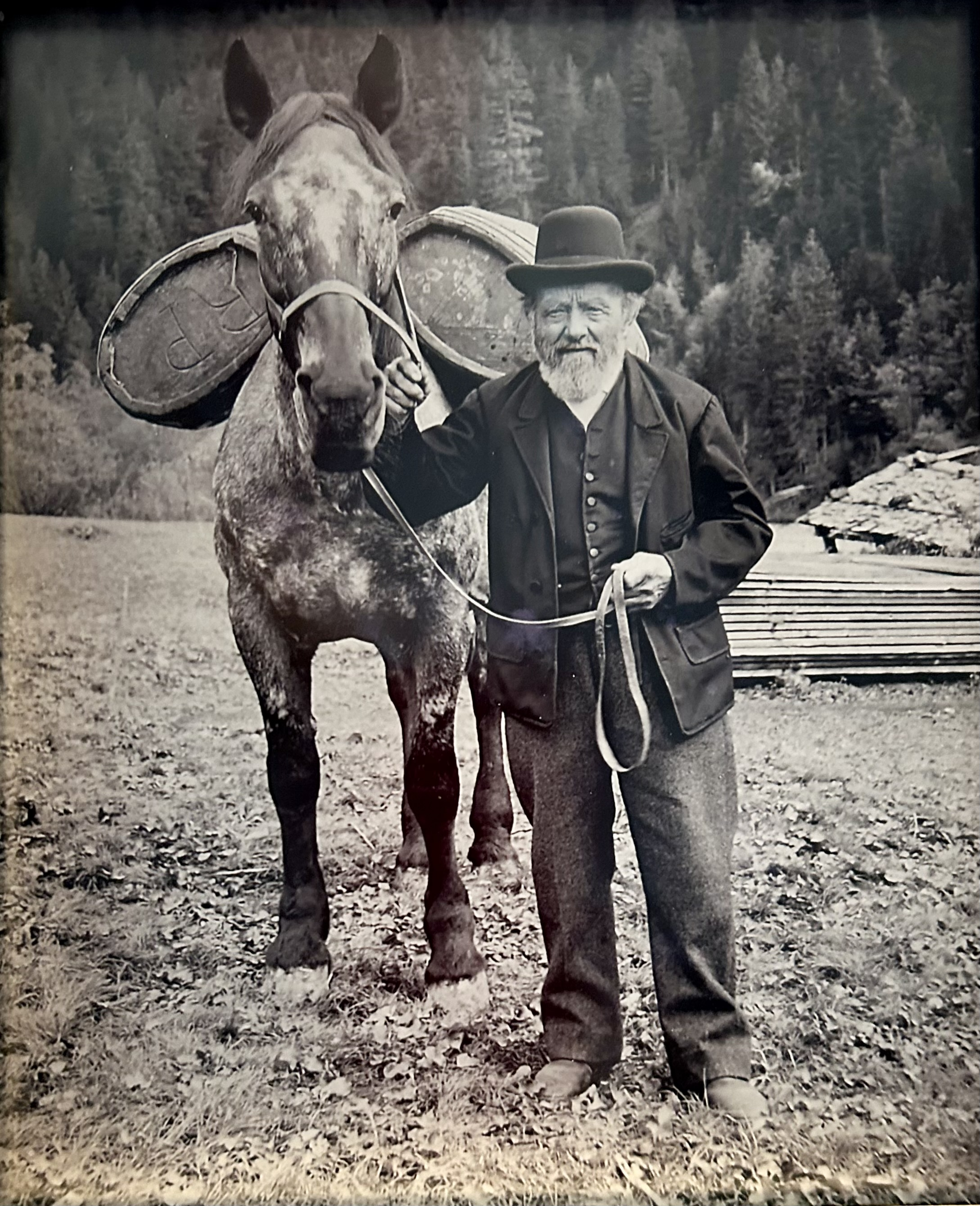
Josua Zinsli, der letzte Säumer am Saumweg über den Glaspass, vor 1880

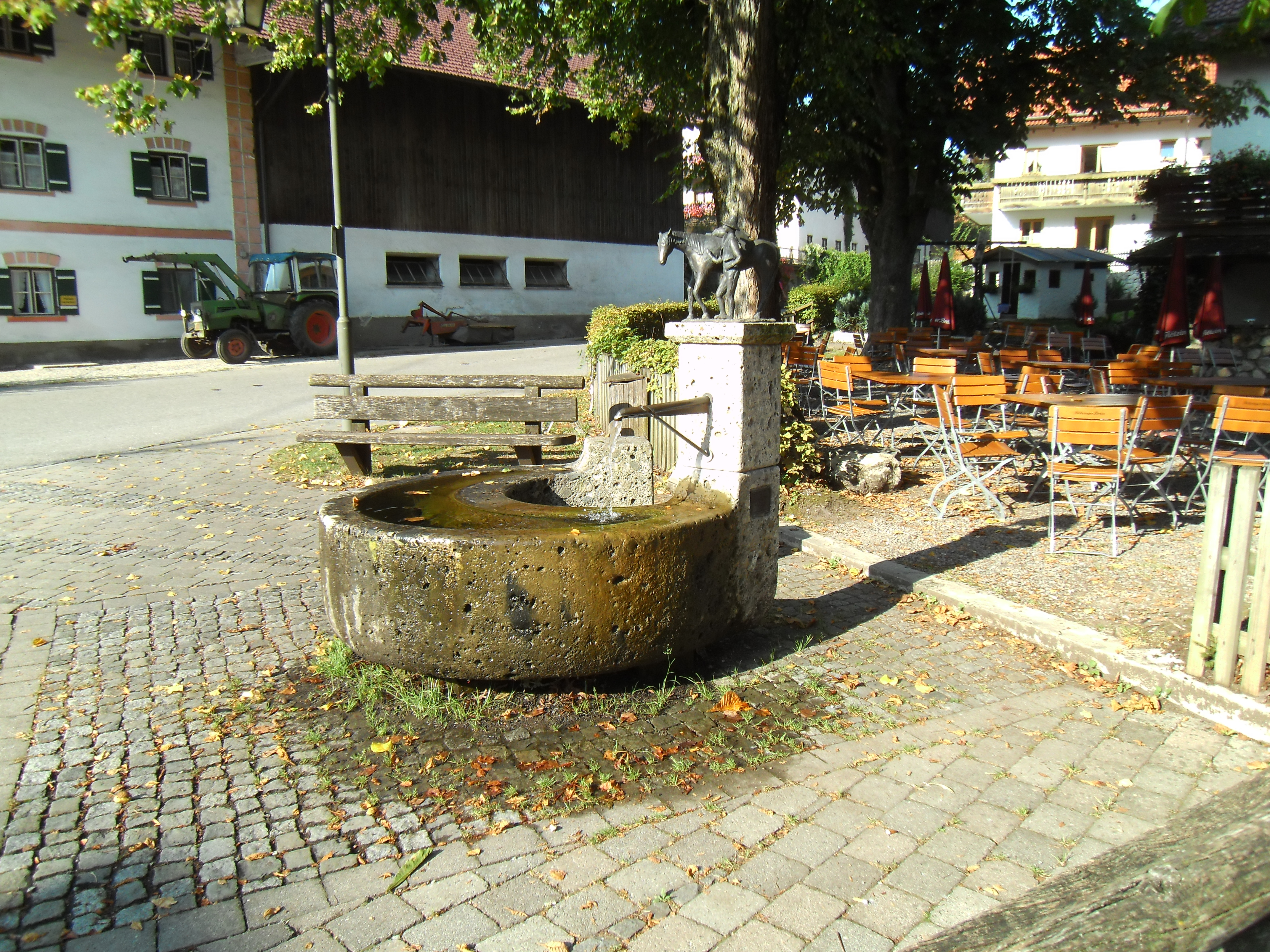
Der Samerbrunnen in Grainbach am Samerberg mit einer Säumer-Bronzestatuette (Gudrun und Hans Wesner, 1997)

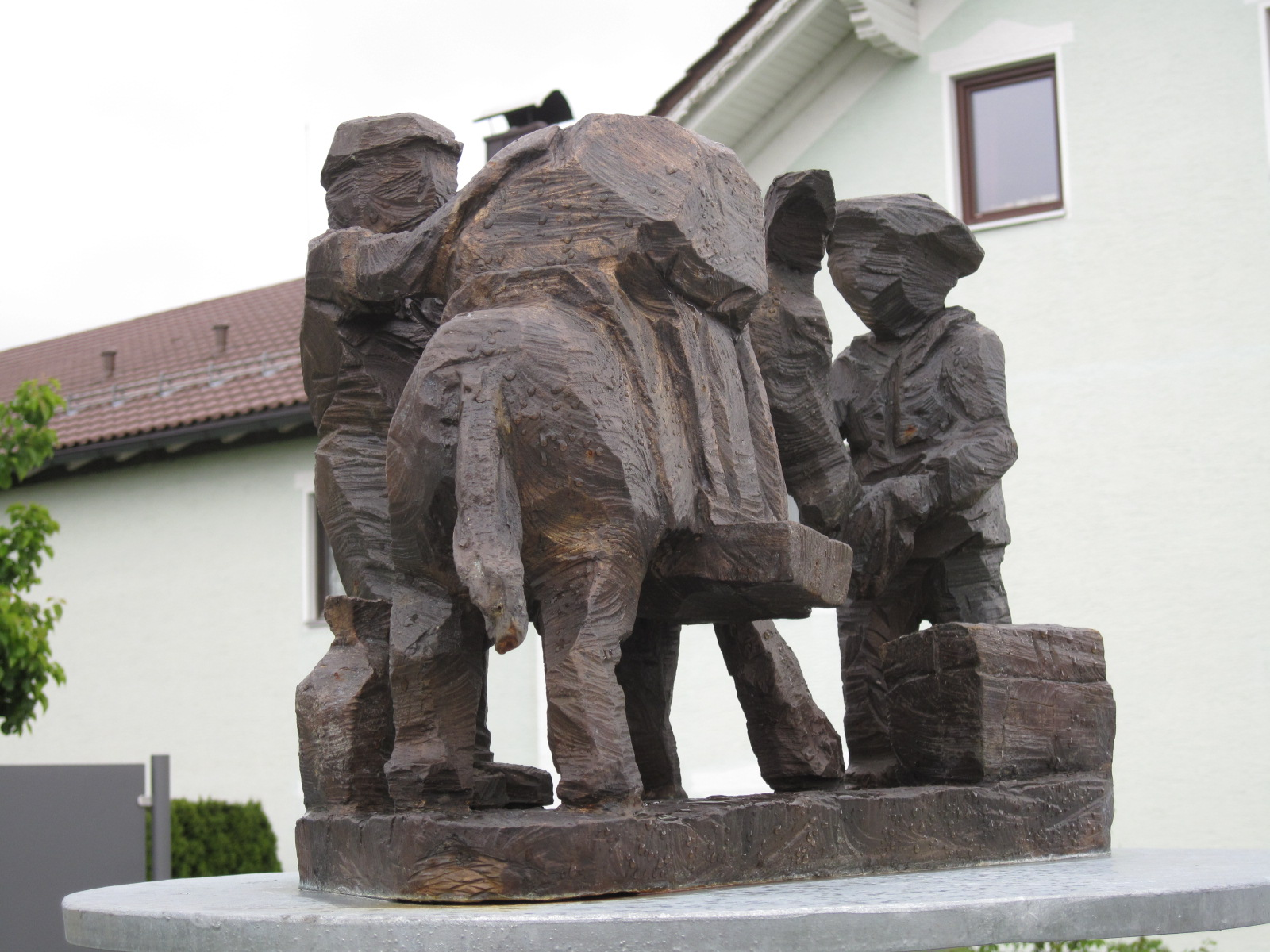
Säumer-Skulptur in Eging am See (Örni Poschmann, 2009)

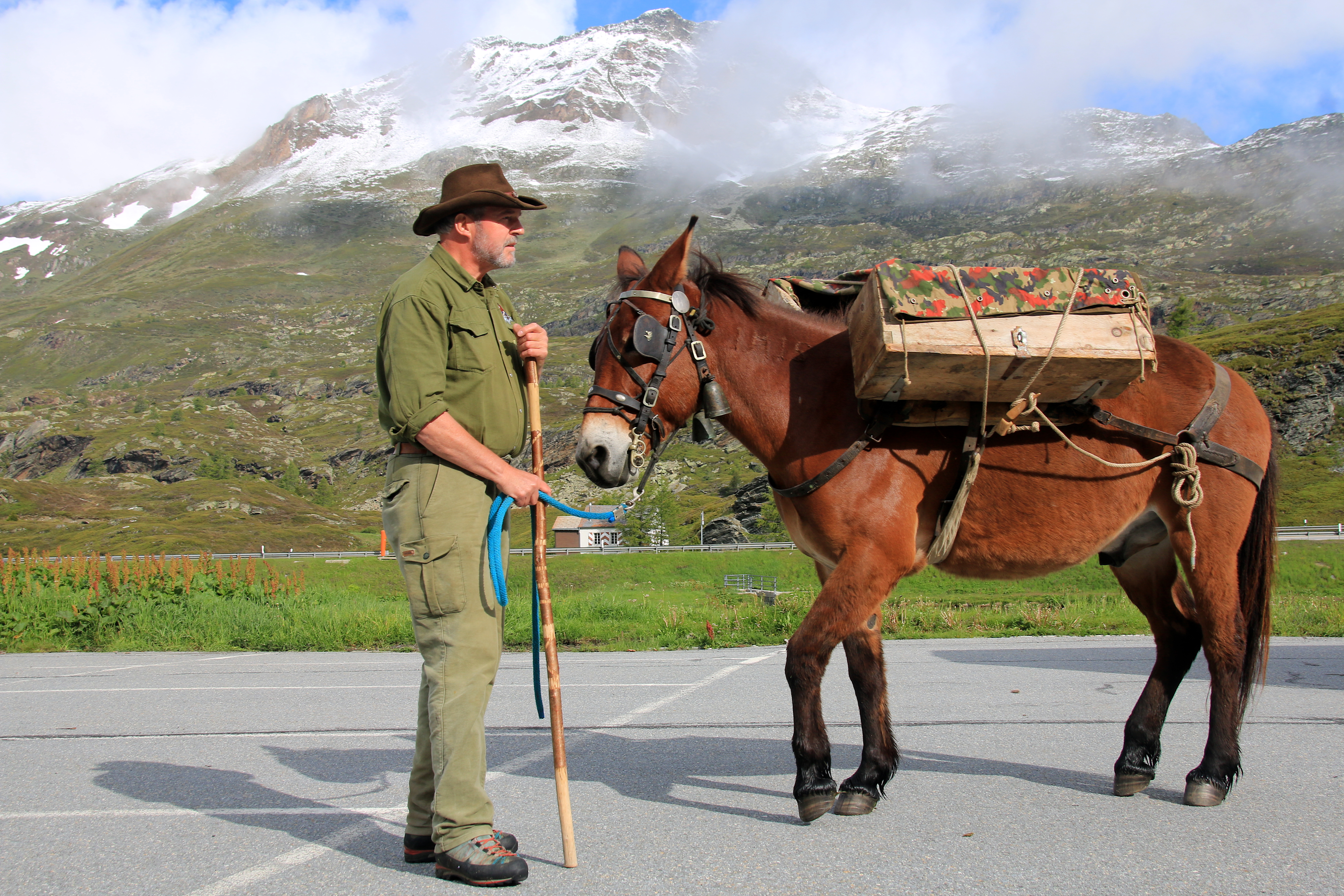
Säumer am Simplonpass 2020

Säumer (seltener Saumer, österreichisch auch Samer) waren Personen, die Lasten auf dem Rücken von Saumtieren über das Gebirge transportierten. Jahrhundertelang beförderten sie vor allem Salz und Wein auf Saumpfaden und über die Pässe der Alpen. Als Säumer musste man ein Pferd, einen Maulesel, ein Maultier oder einen Ochsen besitzen.
Die Bezeichnung Säumer (oder Saumer usw.) bezieht sich meist auf diesen historischen Beruf, aber auch die Saumtiere wurden so bezeichnet. Das nicht mehr gebräuchliche Wort Saum bedeutet so viel wie „Last“.
Das Gewerbe der Säumer wird als Säumerei bezeichnet. Der Säumer arbeitete auf eigene Rechnung im Auftrag fremder Kaufleute oder Kunden. Zum Teil waren die Säumer auch in Säumergenossenschaften organisiert.
Für dieses Transportgewerbe  galten eigene Landesgesetze. Zum Beispiel durften im Schweizer Kanton Uri Saumtiere nicht beliehen werden, da sie laut Passordnung als erstes Unterpfand für die transportierte Ware galten. In Chur war die Taxe in allen Einzelheiten genauestens geregelt, um Reisende nicht den Erpressungsversuchen von Säumern auszusetzen.
Als wichtigste Güter transportierte man Salz von Norden nach Süden und Wein vom Süden in den Norden. Darüber hinaus wurde mit Seide, Samt, Reis, Korn, Brokat, Wolle, Käse und Öl gehandelt. Der daraus resultierende Saumhandel war in den betroffenen Alpentälern eine wichtige Einnahmequelle.
Als architektonische Zeugen dieser regen Handelstätigkeit gibt es heute noch eine Vielzahl von Berggasthöfen, die als Saumstationen zum Wechseln der Saumtiere sowie bei schlechtem Wetter als Hospize dienten, sowie einige Denkmäler (siehe Bilder rechts).